# Martin Schemm
Martin Schemm (* 1964 in Duisburg) ist ein deutscher Autor. Der Historiker lebt mit Frau und Tochter in Hamburg und arbeitet beim Hamburgischen Beauftragten für Datenschutz und Informationsfreiheit. Schemm schreibt und publiziert seit 1996 in seiner Freizeit Romane und Kurzgeschichten insbesondere in den Genres Phantastik, Historischer Roman, Science Fiction und Horror.

## Werke

### Romane
- Die Feuertore. Historischer Roman. Feldafing: Hansanord Verlag, 2023. ISBN 978-3-947145-66-9 (als E-Book: ISBN 978-3-947145-67-6)
- Tod im Mariendom. Historisch-fantastischer Roman. Feldafing: Hansanord Verlag, 2019. ISBN 978-3-947145-08-9 (als E-Book: ISBN 978-3-947145-17-1)
- Die letzten Erdentage. Historischer Roman aus der Zeit Kaiser Ottos III. Magdeburg: Ost-Nordost Verlag, 2016. ISBN 978-3-938247-23-5
- Karwendelgold – ein tödliches Geheimnis. Rother Bergkrimi. München: Bergverlag Rother, 2014. ISBN 978-3-7633-7068-9 (als E-Book: ISBN 978-3-7633-0104-1)
- Das Geheimnis des goldenen Reifs. Ein historisch-fantastischer Roman. Hamburg: Ellert & Richter Verlag, 2013. ISBN 978-3-8319-0527-0
- Der Goldschatz der Elbberge. Ein historisch-fantastischer Roman. Hamburg: Ellert & Richter Verlag, 2010. ISBN 978-3-8319-0420-4 (als E-Book: ISBN 978-3-8319-1017-5)
- Todeskontakt. Thriller. Düsseldorf: EUGEP-Verlag, 2005. ISBN 3-933570-09-3
- Das Heidenloch. Ein fantastisch-mythologischer Roman. Heidelberg/Ubstadt-Weiher/Basel: Verlag Regionalkultur, 4. Aufl. 2020. ISBN 3-89735-165-X (als E-Book: ISBN 978-3-89735-008-3)

### Graphic Novels
- Das Heidenloch. Heidelberg Graphic Novel. Illustrationen von Wolfram Zeckai. Heidelberg/Ubstadt-Weiher/Speyer/Stuttgart/Basel: Verlag Regionalkultur, 2021. ISBN 978-3-95505-284-3

### Kurzgeschichten
- Mehrere Science-Fiction-Storys im Computermagazin c’t (Heise-Verlag, Hannover)
- Futuristische und fantastische Berggeschichten in den Alpenvereinsjahrbüchern 1999, 2004 und 2009 (DAV, ÖAV, AVS)
- Zahlreiche Story-Veröffentlichungen in Genre-Magazinen und Fanzines wie Nova, Exodus, Fantasia, Screem, Daedalos u. a.

## Hörspiele
- Das Heidenloch (SWR 2009; Regie: Iris Drögekamp, Drehbuch: Eberhard Reuß), als Hörspiel-CD im Verlag Regionalkultur: ISBN 978-3-89735-599-6

## Auszeichnungen
- Deutscher Phantastik Preis 2007 für die Kurzgeschichte „Das Lazarus-Projekt“
- 3. Platz beim Deutschen Phantastik Preis 2005 für die Kurzgeschichte „Das Hügelgrab“
- textzeichen-Award 2004 für die Kurzgeschichte „Das Hügelgrab“
- AC-Award 2000 (Alien Contact, Berlin) für den Roman „Das Heidenloch“